# Гетто в Ленино (Могилёвская область)
Гетто в Ле́нино (Горецкий район) (конец июля 1941 — осень 1941) — еврейское гетто, место принудительного переселения евреев деревни Ленино Горецкого района Могилёвской области и близлежащих населённых пунктов в процессе преследования и уничтожения евреев во время оккупации территории Белоруссии войсками нацистской Германии в период Второй мировой войны.

## Оккупация Ленино и создание гетто
До ноября 1918 года поселение носило имя Романово (Романов). К началу войны в 1941 году больше половины населения Ленино составляли евреи. В первые же дни немецкой оккупации деревне Ленино вернули старое название — Романово, и сделали центром волости. Из местных жителей назначили бургомистра и старосту. В здании школы разместился полицейский участок.
В конце июля 1941 года немцы, реализуя нацистскую программу уничтожения евреев, всех евреев Ленино переселили в гетто, занимавшее улицу, ведущую к кладбищу. Гетто было окружено с одной стороны колючей проволокой, а с другой — рекой и болотом. Оно охранялось местными полицаями. Узников заставили нашить шестиконечные звезды на верхней одежде, запретили уходить из деревни и использовали на принудительных работах.

## Уничтожение гетто
12 июля 1942 (октябрь 1941) года все евреи Ленино были убиты. Нацисты и полицаи собрали евреев и повели их к заранее выкопанным ямам в 2 километрах к востоку от деревни. Во время «акции» (таким эвфемизмом нацисты называли организованные ими массовые убийства) многие, особенно дети, падали в ямы ещё живыми. Местным мужчинам-белорусам приказали закопать ямы с телами убитых.

## Попытки спасения
Минин с женой Басей скрывался в постройках во дворе жительницы Ленино, но она об этом не знала. Кто-то донес, к ним пришли немцы, вытащили евреев из стога соломы и приказали сжечь всех вместе с домом. Родные и соседи стали плакать и упрашивать немцев сохранить жизнь хозяевам дома. Немцы сжалились, но супругов Мининых увели.
Два еврейских мальчика спаслись от расстрела и пришли прятаться в деревню Моисеево. Местный староста забрал мальчишек, отвез их обратно в Ленино, а ленинский староста передал детей немцам и их расстреляли.
До войны в школе работала Циля Киевна — молодая еврейка, учительница немецкого языка. От расстрела её спас немецкий комендант и взял её переводчицей. Об этом стало известно, и его в качестве наказания отправили на фронт, а учительницу расстреляли в районе колхозных мастерских. Последними её словами были: «Прощайте, меня ведут расстреливать».

## Память
По данным музея Яд Вашем (Израиль) и книги «Память. Горецкий район» в Ленино были расстреляны 186 человек. Их останки в 1960-е годы были перенесены к памятнику «Скорбящая мать» в городе Горки, и там же на памятных досках были выбиты их имена. На самой братской могиле жертв геноцида евреев в Ленино памятника нет.

## Комментарии
1. ↑  В русском языке за служащими коллаборационистских полицейских органов закрепилось разговорное уничижительное название полица́й (во множественном числе — полица́и).